# ノー・グッド・シングス
『ノー・グッド・シングス』（独題：The House on Turk Street、米題：No Good Deed）は、2002年のドイツ・アメリカ合衆国のサスペンス・スリラー映画。監督はボブ・ラフェルソン、出演はサミュエル・L・ジャクソンとミラ・ジョヴォヴィッチなど。ダシール・ハメットの短編小説『ターク通りの家』を原作とし、思わぬことから強盗一味によって捕われの身となってしまった刑事の運命を描いている。

## ストーリー
糖尿病を患い、インスリン注射が欠かせない窃盗課の刑事ジャックはある日、隣人に頼まれ、家出娘を捜索することになった。途中でインスリン注射をして車の中で休んでいたジャックは、足を滑らせた老女を助け起こす。
そのまま老女の家に招かれたジャックは、彼女の夫との会話の中で他愛もなく自分の職業に触れたところ、突然何者かに殴られ意識を失う。意識を取り戻したジャックは椅子に縛り付けられており、目の前には強盗団の一味がいた。どうやら、捜査に来た警官と勘違いされたようだ。
一味は美女エリンをジャックの見張り役として残し、計画の実行に向かう。ジャックはエリンを説得し、なんとか逃げ出そうとする。

## キャスト
| 役名                     | 俳優                      | 日本語吹替 |
| ------------------------ | ------------------------- | ---------- |
| ジャック・フライア       | サミュエル・L・ジャクソン | 大塚明夫   |
| エリン                   | ミラ・ジョヴォヴィッチ    | 本田貴子   |
| タイロン・アバナシー     | ステラン・スカルスガルド  | 菅生隆之   |
| フープ                   | ダグ・ハッチソン          | 檀臣幸     |
| クオレル                 | ジョス・アクランド        | 稲垣隆史   |
| クオレル夫人             | グレイス・ザブリスキー    | 京田尚子   |
| デヴィット・ブルースター | ジョナサン・ヒギンズ      | 牛山茂     |
| エイミー                 | シャノン・ローソン        | 河村理恵子 |
| キャデラック所有者       | トニー・カラブレッタ      |            |
| コニー                   | エミリー・ヴァンキャンプ  |            |

- その他の声の吹き替え：岩田安生、小川隆市、井上隆之、水野光太、花嶋千代、杉原美和

## 作品の評価
Rotten Tomatoesによれば、12件の評論のうち高評価は25%にあたる3件で、平均点は10点満点中4.2点となっている。